# Державний лад Австралії
Держава Австралія (офіційно Австралійський Союз, англ. Commonwealth of Australia) — конституційна монархія, політична система якої базується на принципах федералізму та парламентської демократії. Главою держави є монарх, який носить титул короля або королеви. Монарх призначає генерал-губернатора Австралії, як свого представника в країні. Фактичним главою виконавчої влади є прем'єр-міністр, що обирається парламентом Австралії. Австралійці обирають депутатів до двопалатного парламенту, який функціонує згідно з принципами Вестмінстерської системи, голосування на виборах є обов'язковим для усіх повнолітніх громадян країни.

## Законодавча влада

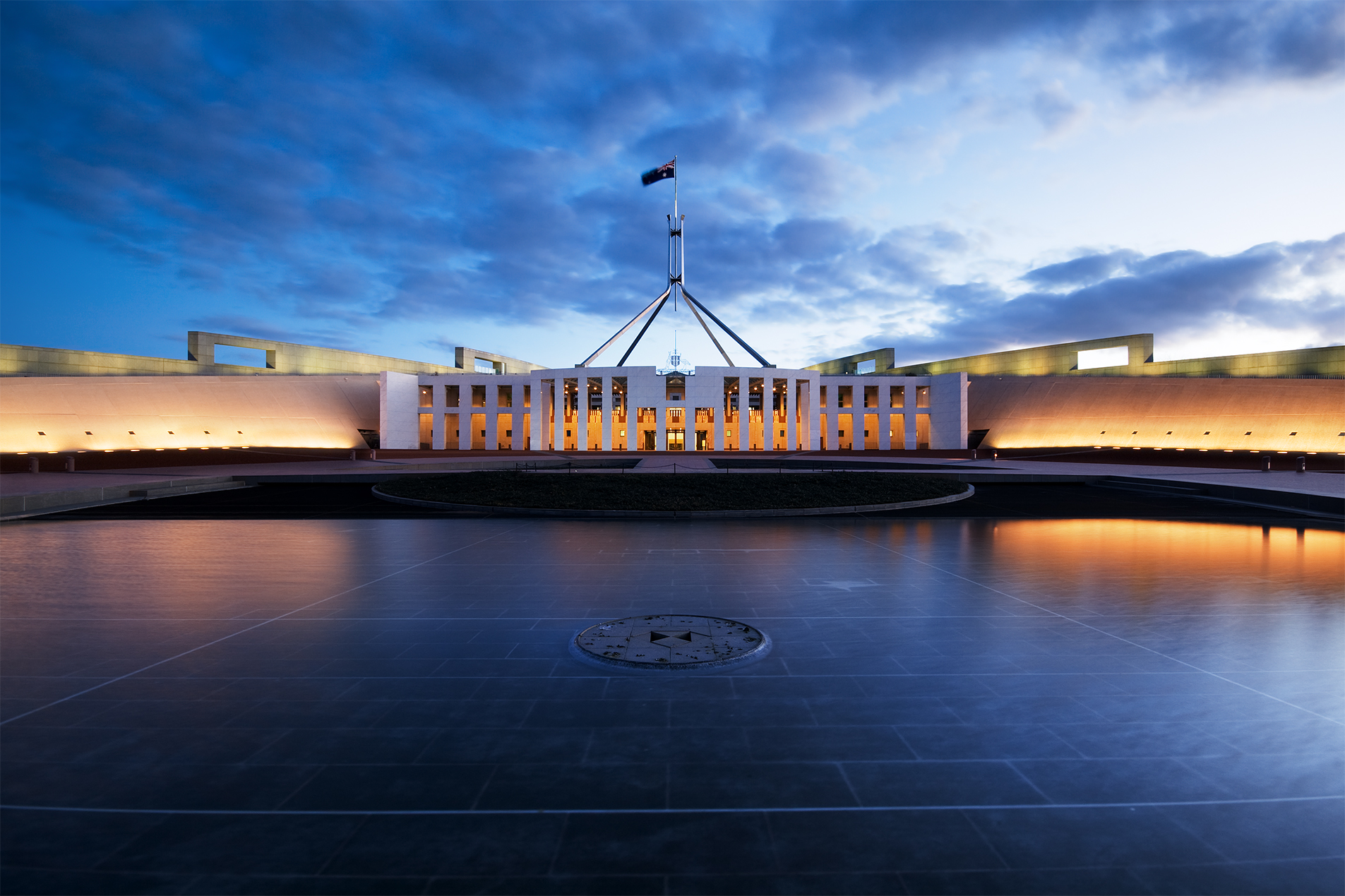
Парламент Австралії

Законодавчою владою є Парламент Австралії, також знаний як Союзний Парламент або Федеральний Парламент. Парламент Австралії є двопалатним та керується у своїй роботі одночасно принципами вестмінстерської системи та федералізму. Верхня палата зветься Сенатом, нижня — Палатою представників.
Палата представників налічує 150 депутатів, які обираються строком на 3 роки. Кожний депутат обирається від свого окремого виборчого округу. Вибори до палати представників проходять в один тур, визначення переможця відбувається за принципом рейтингового голосування. Після виборів політична партія або коаліція партій, які мають більшість у палаті представників формують уряд.
Сенат Австралії налічує 76 членів. Кожний із шести штатів репрезентують 12 сенаторів, Північна територія та Австралійська столична територія делегують по 2 члени. Вибори до Сенату проходять за системою єдиного перехідного голосу. Сенатори обираються строком на 6 років, причому кожні 3 роки обирається половина з усієї кількості. Сенат має право розпустити уряд країни.
Всі законодавчі акти мають затверджуватися обома палатами парламенту. У разі виникнення ситуації коли одна палата наполягає на ухваленні, а інша його блокує призначаються позачергові вибори обох палат парламенту. Якщо і після нових виборів не вдається ухвалити рішення тоді проводиться спільне засідання обох палат.

## Виконавча влада
Згідно з конституцією Австралії найвищим органом виконавчої влади є Федеральна Виконавча Рада Австралії очолювана генерал-губернатором, але керуючись конституційним звичаєм фактична влада зосереджена в руках прем'єр-міністра Австралії і його Кабінету Міністрів.
Прем'єр-міністр обирається палатою представників парламенту та формально призначається генерал-губернатором. Як правило прем'єр-міністром стає лідер політичної партії, яка перемогла на виборах. Прем'єр-міністр формує уряд Австралії (Кабінет Міністрів). Усі міністри мусять одночасно бути членами парламенту.
Для того що б постанови Уряду мали законну чинність, генерал-губернатор делегує свої повноваження голови Федеральної Виконавчої Ради Австралії одному з міністрів Кабінету Міністрів, який іменується Віце-президентом Виконавчої Ради та має право підписувати постанови Уряду Австралії від імені генерал-губернатора.

## Судова влада
Верховний суд Австралії є найвищою судовою інстанцією країни. Верховний суд Австралії має юрисдикцію, як суду першої інстанції так і суду апеляційної інстанції
Верховний суд Австралії перевіряє закони Австралії та штатів на відповідність до конституції Австралії, а також тлумачить її саму тобто виконує серед інших і функцію Конституційного суду, вирішує суперечки між штатами і федеральною владою.
До складу Верховного суду входять сім суддів, один з яких є Головним суддею Австралії та є першим серед рівних. Деякі питання розглядаються кожним суддею окремо інші колегіально. Наказ про призначення суддів формально видає генерал-губернатор через подання прем'єр-міністра. Кандидатуру судді перед поданням прем'єр-міністр мусить узгодити з Генеральним прокурором Австралії та іншими членами Уряду Австралії. Кандидат на пост судді Верховного суду мусить перед цим працювати, як мінімум п'ять років на посаді судді головного суду будь-якого штату або території. Кожний суддя мусить скласти свої повноваження з досягненням ним 70-ти річного віку. Якщо суддя неналежним чином виконує свої повноваження то генерал-губернатор має подати обґрунтоване прохання до Парламенту з проханням усунути конкретного суддю з посади, за задоволення цього клопотання мають проголосувати обидві палати Парламенту.

## Функції монархії

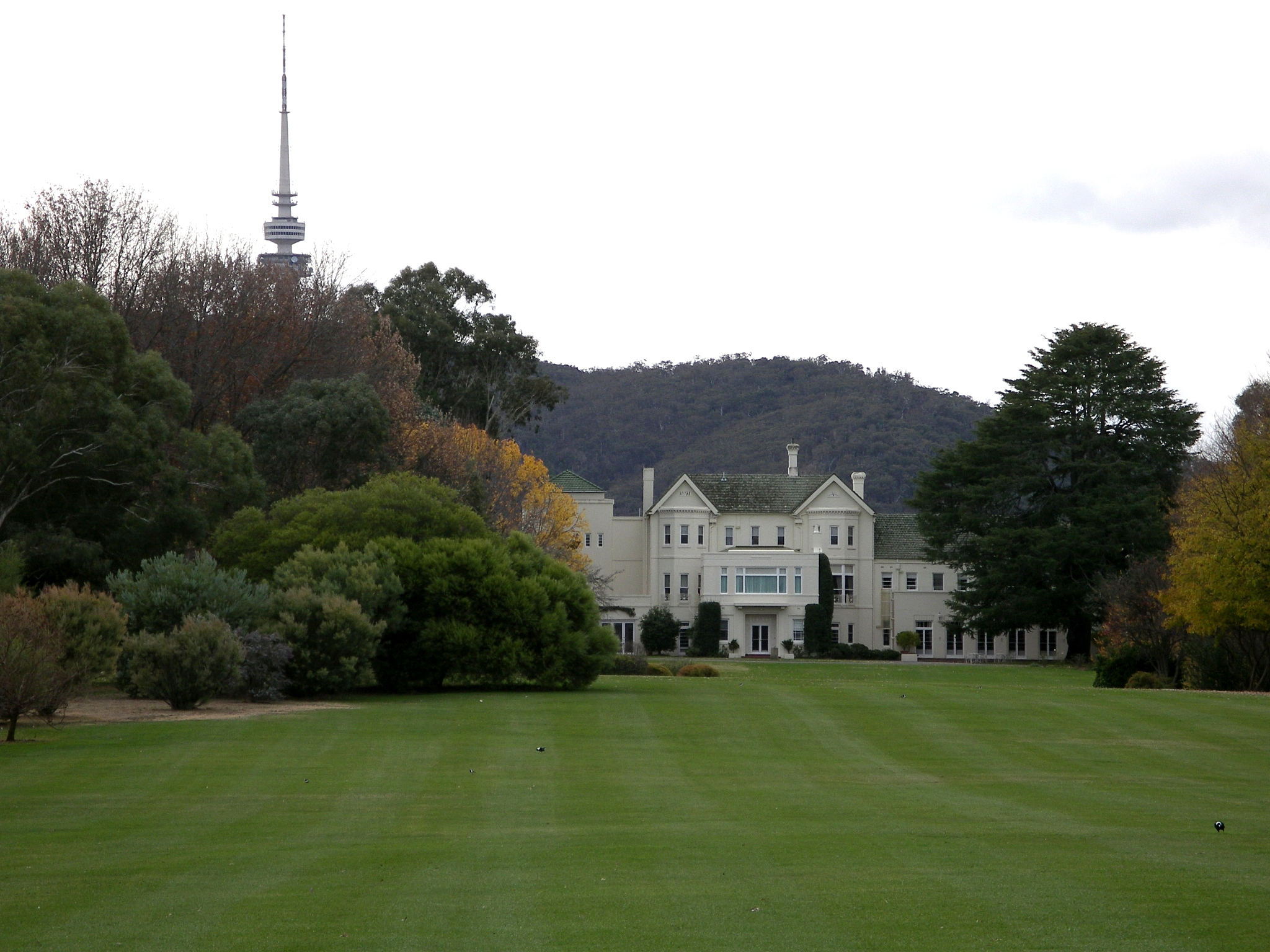
Резиденція генерал-губернатора Австралії в Канберрі

Австралійський монарх який носить титул короля або королеви i є одночасно британським монархом знаходиться більшу частину часу за межами Австралії. Влада монарха обмежена конституцією Австралії. Фактично монарх не має важелів впливу на політичну систему країни, за винятком призначення генерал-губернатора за поданням прем'єр-міністра Австралії. Строк перебування на посаді генерал-губернатор Австралії не обмежений конституцією, але фактично за традицією становить близько п'яти років.
Функції генерал-губернатор Австралії також чітко прописані в конституції країни, більшість з яких є формальними або церемоніальними.
Реальні повноваження генерал-губернатора наступають у разі виникнення парламентської кризи, а саме генерал-губернатор може:
- Призначити прем'єр-міністра Австралії, якщо парламент не в змозі його обрати
- Звільнити прем'єр-міністра, якщо він втратив більшість у парламенті
- Звільнити прем'єр-міністра, якщо він порушив закони Австралії
- Заблокувати розпуск палати представників парламенту прем'єр-міністром

Австралійських монарх має право на помилування злочинців.

## Влада штатів та територій

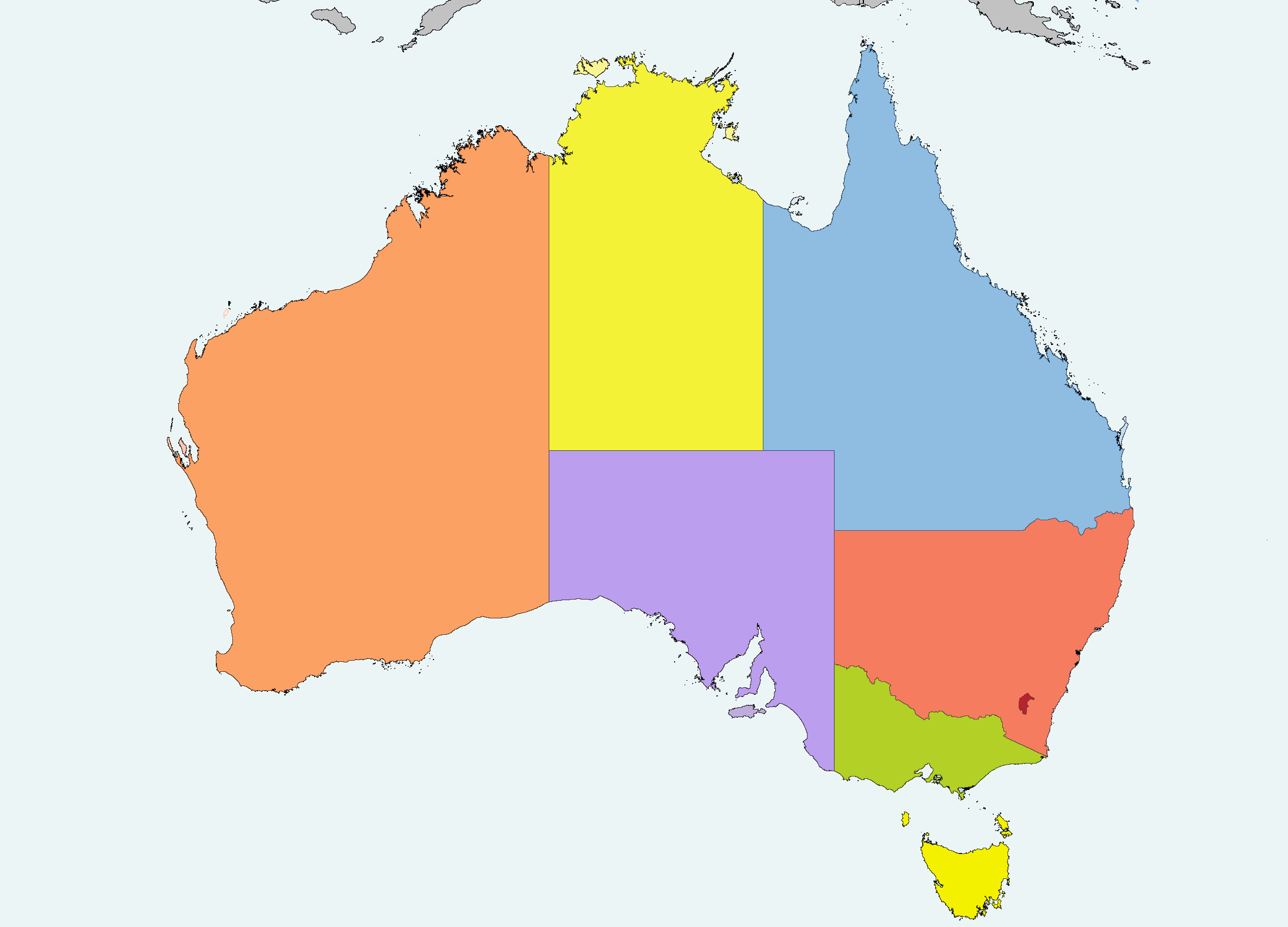
Штати і території Австралії

Австралійський союз має у своєму складі 6 штатів і 2 території:
- Новий Південний Уельс
- Вікторія
- Квінсленд
- Південна Австралія
- Західна Австралія
- Тасманія
- Північна Територія
- Австралійська столична територія

Представником австралійського монарха у кожному із шести штатів є губернатор, який призначається монархом за поданням прем'єра (голови уряду) штату. Главою штату є саме губернатор, а не монарх. Відповідно до конституцій кожного окремого штату при виникненні надзвичайних обставин губернатор має право розпустити парламент штату.
На відміну від штатів австралійський монарх не має своїх представників в територіях. В свою чергу роль, аналогічну губернатору штату, тут виконує адміністратор території, який призначається на посаду генерал-губернатором Австралії і є його уповноваженим представником.
Більшість штатів мають двопалатні парламенти, крім штату Квінсленд та територій де діють однопалатні парламенти. Вибори в які, проходять раз у чотири роки, у Квінсленді раз у три роки.
Кожний штат і територія має свого керівника уряду Прем'єра або Головного міністра (англ. Chief Minister) відповідно, процедура обрання і затвердження якого аналогічно з процедурою на федеральному рівні.
Кожний штат має свій власний Верховний Суд, який у своїй роботі може апелювати до Верховного суду Австралії.

## Місцева влада
Найнижчою в австралійській ієрархії є місцева влада, яка працює на рівні муніципалітету (району), який має офіційну назву — local government area (LGA), — (район місцевої влади), а в повсякденному спілкуванні вживають назву council (рада), рідше за аналогією з Великою Британією — county (округа, графство).
Муніципалітети з високою густотою населення мають у своїй назві слово «City» (місто), на противагу їм муніципалітети з низькою густотою населення мають у своїй назві слово shire (графство). Ні перше ні друге не відповідають ні українському перекладу ні географічному та історичному визначенню.
На відміну від інших країн, в Австралії відсутня влада на рівні міст і сіл. Наприклад Великий Мельбурн має на своїй території 31 муніципалітет: 27 із назвою city і 4 з назвою shire.

## Політичні партії
Провідну роль у політичному житті Австралії грають Ліберальна партія Австралії та Лейбористська партія.
Ліберальна партія Австралії, заснована у 1945 році, є правонаступницею партії «Об'єднана Австралія» (1931-1945), яка у свою чергу походить з Націоналістичної партії Австралії (1917-1931), а далі попередниками були Союзна Ліберальна партія (1909–1916), Партія вільної праці (1889-1909), Протекціоністська партія (1889-1909).
Лейбористська партія заснована у 1901 році, ідеологією партії є соціал-демократія.
З 1901, року заснування Австралійського Союзу, по 2015 71 % часу при владі була Ліберальна партія Австралії та її попередники, 29 % — Лейбористська партія.
Крім цих двох провідних партій в останні десятиліття активну політичну роль на федеральному рівні відіграють: Ліберальна Національна Партія Квінсленду, Національна партія Австралії, Аграрна ліберальна партія, Австралійська партія зелених, парія Родина передусім, Ліберально-демократична партія Австралії, Австралійська партія автолюбителів, Об'єднана партія Палмера.